# Sein Album
Sein Album jest pierwsza płytą niemieckiego rapera B-Tight, możemy usłyszeć na niej dużo gości między innymi Sido. 

## Lista utworów
1. Intro
2. Eiswasser
3. Genauso
4. Der Westblock (feat. Calle, Milos, Collins)
5. Skit
6. Überjunks (feat. Bendt, Fuhrmann)
7. Tessa und B-Tight (feat. Tessa)
8. NiggZ für Dich (feat. Sido)
9. Sehr gei (feat. Gauner, Vokalmatador, Joka)
10. Bist Du bereit
11. Sladorama
12. Killer
13. Du
14. Rap schickt uns (feat. Sido, Calle)
15. So high  (feat. Mesut)
16. Alles Scheiße (feat. Vokalmatador)
17. Kein Plan (feat. Rhymin Simon)
18. Skit
19. Open mic (feat. MOR)
20. Outro